# Zirona Grande
Zirona Grande (in croato Drvenik Veli o Drvenik Veliki ) è un'isola della Dalmazia, in Croazia. L'isola appartiene all'arcipelago di Traù e fa parte delle isole dalmatine centrali (Srednjodalmatinski). Amministrativamente è compresa nel comune di Traù della regione spalatino-dalmata. L'insediamento maggiore è Zirona (Drvenik Veliki).

## Geografia

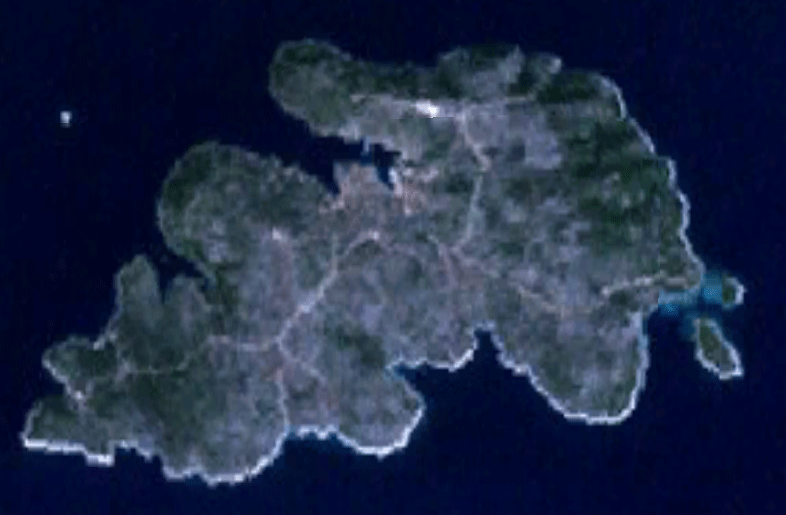
Zirona Grande vista dal satellite. Visibili a destra gli isolotti Carnasce.

Zirona Grande si trova a nord-ovest di Solta, a sud-ovest di Traù, dell'omonima baia e dell'isola di Bua, e a 1,8 km dalla terraferma, da cui la separa il canale di Zirona, della Zirona o delle Zirone (Drvenički kanal), mentre lo stretto di Zirona o Bocca della Zirona (Drvenička Vrata) la separa a ovest da Zirona Piccola. A est si affaccia sul canale di Spalato (Splitski kanal).
L'isola ha una superficie di 11,69 km², lo sviluppo costiero è di 23,885 km, l'elevazione massima è quella del monte Bugai (Buhaj), 177,6 m s.l.m., che si trova a nord-est. Ha una forma frastagliata, con molte insenature sul lato meridionale e su quello nord-ovest dove si trova Porto San Giorgio (luka Drvenik Veliki o Veli porat), che è l'insenatura maggiore e il porto principale dell'isola. Porto San Giorgio che ospita i villaggi di Zirona e Grabulle (Grabule), è delimitato da punta Klibbi (rt Hlibi), a ovest, e punta Ketta (rt Teketa), a nord. A sud-ovest di Porto San Giorgio c'è la baia di Porto Piccolo (Mala luka), sul lato meridionale dell'isola val della Salina (Solinska uvala), e valle Carnasce (Krknjaš) a sud-est.

L'isola è coltivata a vigna, oliveti e frutteti e una parte è ricoperta da macchia mediterranea e boschi.

### Isole adiacenti
- Isolotti Carnasce (Krknjaš Veli e Krknjaš Mali), a est.
- Orut (Orud), isolotto a sud di Zirona Grande.
- Macanara[15], Macarana[4], Maciaknar[11] o Macaknara[16] (Mačaknar, Macaknjara o Macaknara), piccolo isolotto a sud-est di Orut, a circa 340 m[2]; ha una superficie di 0,028 km²[1], uno sviluppo costiero di 0,67 km[1], ed è alto 16 m s.l.m.[2] 43°24′51″N 16°08′05″E.
- Zirona Piccola, a est, separata dallo stretto di Zirona.
- Malta[4][14][17] (Malta), scoglio all'ingresso settentrionale dello stretto di Zirona e alla distanza di circa 900 m da punta Klibbi 43°27′14″N 16°06′43″E.
- Galera[16][18] (Galera), piccolo scoglio di forma allungata con una superficie di 0,0021 km²[9], situato 2,35 km a nord-est[2] vicino ad altri isolotti ma solo Galera appartiene al comune di Traù[9]. È segnalato da un faro[19] 43°28′20″N 16°11′11″E.

## Storia
Zirona è citata con il nome di Proterio in un'opera del IV sec. intitolata Periplo che descrive un viaggio nell'Adriatico. Si racconta che con le vicine Crateia (Brazza) e Olinta (Solta) chiudeva la baia del Manio (il golfo di Spalato). Le due isole Zirona erano anche anticamente conosciute come isola doppia di Tarion (da Tragurion, nome greco di Traù). 
L'attacco subìto dai Turchi nel 1660 (o 1666) è rimasto famoso nella storia per la strenua difesa sostenuta da ottanta donne dell'isola.
Il nome croato delle due Zirona deriva dal termine drvo, che significa legno, poiché in passato le isole erano 
ricoperte da boschi secolari.

## La presenza autoctona di italiani
A Zirona Grande esisteva una piccola comunità di dalmati italiani autoctoni, che rappresentavano una minoranza residuale di quelle popolazioni italiane che abitarono per secoli ed in gran numero, le coste dell'Istria e le principali città di questa, le coste e le isole della Dalmazia, e il Quarnaro, che erano territori della Repubblica di Venezia. La comunità italiana a Zirona Grande fu presente fino alla fine del XIX secolo.

### Cartografia
- (HR) Mappa topografica della Croazia 1:25000, su preglednik.arkod.hr. URL consultato il 29 dicembre 2016.
- G. Giani, Carta prospettiva delle Comuni censuarie della Dalmazia, foglio 8, 1839. Fondo Miscellanea cartografica catastale, Archivio di Stato di Trieste.